# Знедолені (фільм, 1948)
«Знедолені» (італ. I miserabili) — двосерійний чорно-білий італійський фільм-драма 1948 року, поставлений режисером Ріккардо Фредою за однойменним романом французького письменника Віктора Гюго.

## Сюжет

### Перша серія: «Полювання на людину» (італ.Caccia all'uomo)
Жан Вальжан (Джино Черві) краде буханець хліба з вітрини булочної. Булочник стріляє йому в спину і він падає на землю. Потрапивши на каторгу, Вальжан працює в кар'єрі і намагається втекти у вагонетці. Його спіткала невдача, за якою йдуть нові спроби втечі, такі ж невдалі. Вальжан виходить на волю через 18 років, саме в той день, коли наглядача Жавера призначають помічником старшого наглядача. У Діні Вальжана виганяють з двох готелів через його каторжанське минуле. Служниця єпископа, монсеньйора Мірієля, ховає срібні прилади, почувши про каторжника. Вальжан уривається до вітальні. «Мадам Маглуар, принесіть ще один прилад», — говорить єпископ та сам відводить Вальжана у кімнату.
Вночі починається гроза. На ранок мадам Маглуар повідомляє єпископа, що Вальжан зник з двома канделябрами. Його приводять назад жандарми. Єпископ говорить Вальжану, що той повинен був захопити з собою і срібні прилади, які Міріель йому подарував. Він звільняє Вальжана і радить йому використати срібло з розумом, щоб стати чесною людиною. У лісі Вальжан наступає на монету, що належить малюкові Жерве, і намагається відшукати хлопчика. Він плаче, вигукуючи його ім'я.
У диліжансі, що їде в Монтрей, пасажири обговорюють нового мера, мосьє Мадлена, що перетворив усю округу і привів свої заводи до процвітання. На нього працюють п'ятсот службовців, а в його житті немає місця жінкам і сміху. Пан Мадлен (Жан Вальжан) підбирає хлопченя, схоже на малюка Жерве. Бригадирка просить Мадлена звільнити робітницю Фантіну, яка постійно спізнюється по суботах на роботу, але мосьє Мадлен відкладає рішення. З диліжанса виходить Жавер та заступає на нову посаду. Його приймає у себе муніципальний радник Бланшар.
Фантіна признається бригадирці, що виховує доньку без батька, але її звільняють. Одного разу увечері на площі перехожий жартома суне їй за комір жменю снігу. Фантіна ображає і б'є його. Жавер бере її під арешт. Мосьє Мадлен визволяє Фантіну, хоча вона й плює йому в обличчя, вважаючи його винним у звільненні з роботи. Вона непритомніє, а прийшовши до тями, розповідає Мадлену, як на веселому пікніку в Парижі коханці-студенти влаштували їй з подругами сюрприз: зникли, залишивши прощальний лист. Усі подруги посміялися цьому жарту — усі, окрім Фантіни. Їй довелося залишити доньку Козетту на утримання родині Тенардьє.
Жавер ділиться з Бланшаром підозрами про дивну кульгавість пана Мадлена. Трохи пізніше він подає мерові прохання про відставку, оскільки доніс в Париж, що той нібито є каторжником Жаном Вальжаном, що втік. Тепер же стало відомо, що Вальжан спійманий в Парижі під ім'ям Шанматьє. Жавер наполягає, щоб мосьє Мадлен прийняв його відставку. «Бути добрим просто, — говорить Жавер. — Найважче бути справедливим». Розриваючись від внутрішніх мук, Мадлен натякає на свою дилему сестрі Сімпліції. «Потрібно рятувати невинного», — говорить черниця. Вальжан пише лист з визнанням. Фантіна помирає, а Жавер заарештовує Вальжана прямо біля її узголів'я. Вони проходять повз ливарний завод мосьє Мадлена. Один робітник влаштовує пожежу і допомагає Вальжану втекти, а потім гине від руки Жавера.
Вальжан знаходить Козетту в Монфермеї і допомагає їй нести відро з водою. Це відбувається напередодні Різдва. Вальжан вечеряє в таверні Тенардьє, які балують двох рідних доньок, а до Козетти ставляться як до рабині. Вальжан купує для Козетти велику ляльку у крамниці на майдані. Він відводить дівчинку з собою, заплативши Тенардьє 3000 франків. Тенардьє наздоганяє його на вулиці й вимагає 10 000. Вальжан погрожує проломити йому голову після чого Тенардьє збирається заявити в поліцію. У Козетти починається жар, Вальжан приходить в аптеку і підслуховує розмову про людину, що викрала дівчинку з великою лялькою. Вальжан розбиває ляльку на шматки чим доводить Козетту до сліз. Він знімає кімнату в готелі, прикинувшись сліпим. Якийсь поліцейський помічає його прийом. Жавер і його люди проникають у готель. Вальжану вдається втекти разом з Козеттою. Він підіймається по стіні, піднімаючи дівчинку на мотузці. Вони опиняються в монастирі сестри Сімпліції. Та вперше в житті бреше Жаверу, що нікого не бачила.

### Друга серія: Гроза над Парижем (італ.Tempesta su Parigi)
Париж багато років потому. Студенти-революціонери видають підпільний листок. Друкарню оточують поліцейські. Маріус Понмерсі проривається через їхнє кільце і ховається в будинку, де живе Козетта з людиною, яку вважає своїм батьком — мосьє Леграном (Жаном Вальжаном). Козетта перев'язує пораненого Марвуса, а Вальжан говорить поліцейським, що нікого не бачив. Маріус залишає записку зі своєю адресою в улюбленій книзі Козетті — томі віршів Андре Шеньє. Вальжан знаходить записку.
Жавер повідомляє міністра поліції Жільнормана (батьку Маріуса) про діяльність бунтівників. Міністр просить його тримати в таємниці все, що стосується його сина. Маріус живе в готелі, що належить Тенардьє. У нього закохана донька Тенардьж Епоніна. Вальжан приходить в готель, щоб повернути Маріусу записку і попросити його більше не шукати зустрічей з Козеттою. Тенардьє упізнає того, хто забрав у нього маленьку Козетту. Марусс зустрічається з Козеттою в саду біля її будинку на вулиці Плюме і зізнається їй в коханні. Тенардьє, назвавшись бароном Тенаром, приходить до Козетти, щоб поговорити про її минуле та матір. Вальжан обриває їхню зустріч. Тенардьє намагається його шантажувати. Вони домовляються зустрітися наступного дня в готелі.
Як тільки Вальжан опиняється в його будинку, Тенардьє вимагає від нього 200 000 франків. З'являється зграя змовників, Вальжан б'ється з усіма відразу; його зв'язують. Він хапає розжарену залізний прут, яким Тенардьє збирався його лякати, і притискає його до руки. Жавер, що вже приходив до готелю на початку сутички, але нічого тоді не помітивши, з'являється знову, якраз коли Тенардьє збирається зарізати Вальжана. Останньому вдається втекти. Заарештований Тенардьє називає адресу Леграна. Жавер оточує будинок, але Вальжан вже перебрався в інше таємне помешкання. Він повідомляє Козетті, що вони від'їжджають в Англію. Козетта відмовляється їхати: вона любить Маріуса і не хоче полишати Париж.
Міністр поліції по наведенню Жавера відвідує сина в готелі Тенардьє. Ця зустріч лише збільшує прірву між ними. Смерть дівчинки, убитої поліцейськими при арешті якогось чоловіка, викликає обурення на вулицях Парижа. Починаються зіткнення між бунтівниками і кавалерією. На вулиці споруджують барикаду. Козетта приходить в готель Тенардьє, щоб побачитися з Маріусом, та його там немає. Вальжан йде за нею услід. Він дає їй ляпас і наказує повернутися додому. Солдати розстрілюють барикаду. Вальжан перевертає у барикади дві величезні штабелі з бочок, ті котяться по вулиці і трощать усе на своєму шляху — і солдатів, і гармату. Гаврош гине, збираючи патрони біля трупів. Під час рукопашного бою на барикаді поранено Маріуса. Бій триває в кафе. Солдати розстрілюють полонених.
Вальжан спускається в каналізацію, несучи на спині Маріуса, що знепритомнів. Він проходить мало не все місто і, вийшовши на вулицю, натрапляє на Жавера. Він зізнається йому, що він — Жан Вальжан, і просить допомогти віднести Маріуса до батька. Міністр говорить Жаверу, що буде вічно вдячний рятівникові його сина. Вальжан просить у Жавера дозволу зайти до себе додому, у будинок № 7 по вулиці Озброєної Людини. Жавер погоджується. Коли Вальжан входить у будинок, Жавер йде геть. Він пише прощальну записку, звинувачуючи себе в тому, що відпустив на свободу утеклого каторжника, і зізнаючись в захопленні перед тим, за ким ганявся усе життя. Він топиться в Сені.
Козетта приміряє весільну сукню. Міністр говорить Вальжану, що збирається прийняти деякого Тенардьє. Це, втім, буде його останньою аудієнцією, оскільки він вирішив подати королеві прохання про відставку. Вальжан йде до Тенардьє, щоб не дати йому заговорити. Тенардьє стріляє у Вальжана, потім відступає, падає і розбивається на смерть. У церкві починається весільна церемонія Козетти і Маріуса. Вони повертаються додому, стурбовані відсутністю Вальжана. Той приходить до них, смертельно поранений. Він просить Козетту почитати йому вголос: він хоче востаннє почути її голос. Слухаючи її, він помирає.

## У ролях
| • Джино Черві           | … | Жан Вальжан               |
| • Валентіна Кортезе     | … | Фантіна / доросла Козетта |
| • Джованні Гінріх       | … | Жавер                     |
| • Альдо Нікодемі        | … | Маріус                    |
| • Андреїна Паньяні      | … | сестра Сімпліція          |
| • Ада (Дучча) Джиральді | … | Козетта в дитинстві       |
| • Луїджі Павезе         | … | Тенардьє                  |
| • Габріеле Ферцетті     | … | коханець Фантіни Толом'єс |
| • Ріналдо Смодроні      | … | Гаврош                    |
| • Марчелло Мастроянні   | … | студент-революціонер      |

## Знімальна група
- Автори сценарію — Ріккардо Фреда, Маріо Монічеллі, Стено; Вітторіо Ніно Новарезе (2 серія)
- Режисер-постановник — Ріккардо Фреда
- Продюсер — Карло Понті
- Композитор — Алессандро Чиконьїні
- Оператор — Родольфо Ломбарді
- Монтаж — Отелло Коланджелі
- Художник-постановник — Гуїдо дель Ре
- Художник по костюмах — Даріо Чеккі
- Звук — Джованні Россі

## Про фільм
Фільм став лідером італійського прокату 1948 року, зібравши £375 000 000 (€6 849 400 у перерахунку з урахуванням інфляції станом на 2009 рік). Він демонструвався одним сеансом тільки на ексклюзивних показах у Мілані. У всіх інших містах Італії стрічка вийшла в прокат двома окремими серіями, з інтервалом в один або декілька тижнів.
У Франції, на батьківщині автора роману Віктора Гюго, фільм вийшов на екрани в 1952 році під назвою «Утікач з каторги» (фр. L'évadé du bagne), в стислій версії, що триває приблизно 110 хвилин. Ріккардо Фреда не брав участь в роботі над новим монтажем; до нього навіть не зверталися за консультаціями.